# Sergio Camello
Sergio Camello Pérez (Madrid, 10 de febrero de 2001) es un futbolista español que juega en la demarcación de delantero para el Rayo Vallecano de la Primera División de España.
El 9 de agosto de 2024 marcó dos goles en la prórroga de la final de los Juegos Olímpicos de 2024 que supusieron la victoria que enfrentaba al equipo español contra Francia.

## Trayectoria
Se formó en las categorías inferiores del Club Atlético de Madrid y llegó a debutar con el primer equipo. El 31 de agosto de 2021 abandonó el club de manera temporal al ser cedido al C. D. Mirandés, donde anotó 15 goles y dio 4 asistencias en 37 partidos, ayudando a que el equipo cumpliese el objetivo de la permanencia. En agosto renovó su contrato hasta 2026 y fue prestado al Rayo Vallecano para la temporada 2022-23. En esta consiguió siete tantos en 41 encuentros y acabó regresando en agosto de 2023 después de llegarse a un acuerdo para su traspaso semanas atrás.

## Selección nacional
Debutó con la selección española sub-19 el 15 de enero de 2020, selección con la que jugó dos partidos y marcó un gol. En noviembre de 2021 fue convocado por primera vez por la selección española sub-21 jugando dos partidos de a clasificación para la Eurocopa Sub-21 debutando ante Malta el 12 de noviembre de 2021.
Posteriormente, participó en los Juegos Olímpicos de París 2024 con la selección española sub-23, anotando los dos últimos goles del torneo en la prórroga contra el anfitrión, Francia, para conseguir el segundo oro olímpico tras Barcelona 92.

## Clubes
| Club                    | País   | Año       | Partidos | Goles |
| ----------------------- | ------ | --------- | -------- | ----- |
| Atlético de Madrid "B"  | España | 2018-2021 | 58       | 16    |
| Atlético de Madrid      | España | 2019-2021 | 6        | 1     |
| C. D. Mirandés (cedido) | España | 2021-2022 | 37       | 15    |
| Rayo Vallecano          | España | 2022-     | 99       | 14    |

## Palmarés

### Torneos internacionales
| Título           | Equipo                       | Sede  | Año  |
| ---------------- | ---------------------------- | ----- | ---- |
| Juegos Olímpicos | Selección de España (sub-23) | París | 2024 |